# Bleid
Bleid [blɛ] (en gaumais Blèy) est une section de la ville belge de Virton située en Région wallonne dans la province de Luxembourg.
C'était une commune à part entière avant la fusion des communes de 1977. La commune intégrait aussi les villages de Gomery, Signeulx et St-Remy. 
Elle se trouve en Gaume, sous-région où la langue vernaculaire traditionnelle est le gaumais. Elle est située au croisement des routes Arlon-Virton et Aubange-Saint-Mard.

## Toponymie

### Anciennes graphies
- Belers (1220), Bellers (1222), Bley bie Mutzich (1470).

### Étymologie
Plusieurs origines probables :
Origine celtique : « […] : Blé, bled, blad, blaed (celt) : production de la terre en herbes et en tuyaux (M. de Chevalet). Il s’agit d’un terrain produisant principalement des céréales. »
Origine germanique : larris (germanique *hlœri ⇒ -lers) de Bilihar (germanique *bili saillant *hari armée) 

## Évolution démographique
- Source: INS recensements population

### Blason populaire
Ses habitants sont connus sous le nom de Panîs (« paniers » en gaumais). Dans le passé en effet, le village était connu pour ses fabrications de paniers en osier, tradition que l'on retrouve encore à l'heure actuelle chez quelques passionnés gaumais.

## Histoire
(septembre 2024).
La mise en forme du texte ne suit pas les recommandations de Wikipédia : il faut le « wikifier ».
Les points d'amélioration suivants sont les cas les plus fréquents. Le détail des points à revoir est peut-être précisé sur la page de discussion.
- Les titres sont pré-formatés par le logiciel. Ils ne sont ni en capitales, ni en gras.
- Le texte ne doit pas être écrit en capitales (les noms de famille non plus), ni en gras, ni en italique, ni en « petit »…
- Le gras n'est utilisé que pour surligner le titre de l'article dans l'introduction, une seule fois.
- L'italique est rarement utilisé : mots en langue étrangère, titres d'œuvres, noms de bateaux, etc.
- Les citations ne sont pas en italique mais en corps de texte normal. Elles sont entourées par des guillemets français : « et ».
- Les listes à puces sont à éviter, des paragraphes rédigés étant largement préférés. Les tableaux sont à réserver à la présentation de données structurées (résultats, etc.).
- Les appels de note de bas de page (petits chiffres en exposant, introduits par l'outil «  Source ») sont à placer entre la fin de phrase et le point final[comme ça].
- Les liens internes (vers d'autres articles de Wikipédia) sont à choisir avec parcimonie. Créez des liens vers des articles approfondissant le sujet. Les termes génériques sans rapport avec le sujet sont à éviter, ainsi que les répétitions de liens vers un même terme.
- Les liens externes sont à placer uniquement dans une section « Liens externes », à la fin de l'article. Ces liens sont à choisir avec parcimonie suivant les règles définies. Si un lien sert de source à l'article, son insertion dans le texte est à faire par les notes de bas de page.
- La présentation des références doit suivre les conventions bibliographiques. Il est recommandé d'utiliser les modèles {{Ouvrage}}, {{Chapitre}}, {{Article}}, {{Lien web}} et/ou {{Bibliographie}}. Le mode d'édition visuel peut mettre en forme automatiquement les références.
- Insérer une infobox (cadre d'informations à droite) n'est pas obligatoire pour parachever la mise en page.

Pour une aide détaillée, merci de consulter Aide:Wikification.
Si vous pensez que ces points ont été résolus, vous pouvez retirer ce bandeau et améliorer la mise en forme d'un autre article.

### Antiquité
La localité de Bleid a vraisemblablement été créée au Bas-Empire, pour assurer la mainmise sur les terres à bons rendements agricoles de la région. Effectivement, le village s’implante dans des creux de plateaux, lits de vallées secondaires aux sols argileux, creusés par d’abondantes sources d’eau calcareuses et bordés par des replats fertiles majoritairement inclinés vers le sud et l’ouest. Le sol argileux est propice à la culture de céréales, présente majoritairement jusqu’à la transition agricole de la moitié du xixe siècle. La présence de plusieurs villas gallo-romaines témoigne de cette exploitation antique du sol.
« […] en 1857 lors de l'empierrement du chemin de Bleid à Gomery, l'entrepreneur des travaux demanda et obtint du directeur des propriétés du château de Bleid, l'autorisation d’exécuter des fouilles dans une pièce de terre à lieu-dit Les Aires [situé dans le champ derrière la Folie, sur les hauteurs entre la rue de Gomery et le bois du Mat] appartenant au château et où se trouvaient à l'ouest du village les ruines de constructions romaines, afin de se procurer les pierres nécessaires pour le dit empierrement ; il y plaça donc une escouade d'ouvriers qui mirent à découvert d'immenses pans de muraille, des pavés en mosaïque, des morceaux de futs de belles colonnes richement cannelées, des soubassements de colonnes ; au pied de ces murs on trouva de belles poteries romaines, des monnaies romaines, des ossements humains ; […]. Ah, quelle riche moisson d'antiquités il y avait à faire, mais malheureusement on ne cherchait que de la pierre et rien d'autre que de la pierre, l'on s'inquiétait fort peu du reste ; quelques-uns de ces débris furent transportés au château, mais lorsqu'il fut vendu, ils furent jetés au vent. »
« A l’est de Bleid à lieu-dit Sarazin [situé directement à gauche de la route de Mussy en sortant du village], il se trouve aussi les vestiges de constructions romaines, des pierres, des morceaux de pavés en mosaïque qui sont ramenés sur le sol par les charrues ; ces vestiges ne sont pas aussi importants que ci-dessus, néanmoins ce que l’on retrouve atteste l’origine romaine, ainsi que le nom du lieu-dit Sarazin, dont les anciens se servaient pour désigner un Romain. »
Si ces villas ont bel et bien existé, il semble n’en subsister aucune trace aujourd’hui.
En janvier 1890, M. de Prémorel rapportait aussi à l’institut archéologique du Luxembourg que des traces de constructions romaines (ciment et matières premières) subsistaient dans le château de Bleid, au niveau des fondations de la tourelle, ce qui n’a jamais pu être confirmé, mais qui pourrait indiquer un réemploi de pierre durant le Haut Moyen-Âge, période où le château est mentionné pour la première fois.  
Centre d’un grand domaine du Bas-Empire, les terres autour du village étaient sans doute protégées par une unité de cavalerie qui y résidait de façon permanente, ce qui aurait pu donner le nom du village : Belers, du germanique « armée saillante ».
Aussi, l’œil averti pourra toujours apercevoir, dans certains champs fortement inclinés dans les environs du village, de grandes lignes horizontales souvent mises en valeur par les ombres provoquées par le soleil couchant, vestiges d’anciennes cultures en terrasse sans doute originaires de cette époque antique. Ce type de relief peut encore être visible sous le chemin des côtes qui mène à la croix St-Jean, à droite de la route qui mène à Bakèse, au lieu-dit « d’zous l’hôt », sur les pentes orientées au nord, qui tombent vers le Bois de Bleid ; et encore dans les champs à droite de la route montant vers Mussy, sur un versant du Magenot.   

### Moyen-Âge
Le village de Bleid apparaît pour la première fois aux yeux de l’Histoire en 1222, soit durant le Haut Moyen-Âge. Le château et une partie de la dîme sont remis par donation de Conan de Mussy à l’Abbaye d’Orval en 1229, ce qui est confirmé par écrit par Thiéry, archevêque de Trêves.
En 1314, l’Abbaye d’Orval revend ses privilèges sur Bleid à l’Abbaye de Clairefontaine, avant d’être cédé à de nombreuses reprises à des seigneurs locaux. Une première église a été apparemment construite vers 1200.

### Première Guerre mondiale
Le 22 août 1914, le village est un des premiers points de contact entre l’Armée allemande et l’Armée française en Belgique. Venant de Mussy-la-Ville, des éléments de l’avant-garde de la 4e Armée du Duc de Würtemberg, commandé par Erwin Rommel (7e compagnie du 124 IR) qui n’est alors que sous-lieutenant, attaquent le village tenu par le 101 R.I.F., mené par le commandant Laplace.
Les combats qui ont lieu sont liés à la bataille d’Ethe. Ici, le but de la manœuvre allemande est de couper les voies de replis et d’appuis du sud au gros des troupes françaises engagées entre Ethe et Saint-Léger, les objectifs sont Gomery et Gévimont et plus généralement, Virton.
Le combat se fait maison par maison et les attaquants doivent mettre le feu à plusieurs fermes afin d’en chasser les défenseurs, ce qui sinistre une grande partie du village. Une fois le village tombé au main des Allemands, après le sacrificie du commandant Laplace et de ses hommes, les combats se déportent vers le bois du Mat, au nord, vers Gévimont.
Après la bataille, les civils seront réquisitionnés pour enterrer les nombreux morts français et allemands. Les Allemands feront d’ailleurs construire un cimetière en demi-cercle avec plusieurs terrasses à l’orée du bois du Mat. 
Ce baptême du feu marque Rommel qui innove pour l’occasion des techniques de combat improvisées modernes (basées sur l’initiative et le mouvement) qui formeront la base de sa réflexion stratégique future.

### Période moderne
Le 1er janvier 1977 la commune de Bleid fusionne avec celles d'Ethe, Latour, Ruette, Saint-Mard et Virton à l'occasion de la fusion des communes de Belgique. Depuis lors, elle est une section de la ville de Virton.
Le 16 septembre 2024, un Extra 300LX de la patrouille accrobaique jordanienne Royal Jordanian Falcons effectue un atterrissage d'urgence dans un champ à une centaine de mètres de la rue du Haron, blessant grièvement les deux occupants mais sans fair d'autres dégâts ni victimes au sol. L'appareil faisait partie d'une formation de quatre avions qui effectuait des manoeuvres dans le but de préparer le spectacle aérien du Sanicole Airshow à la base aérienne de Léopoldsbourg (en).

## Liste des bourgmestres de 1830 à 1977
- Désiré Lamalle, de 1958 à 1961, (PSC).